# Президентські вибори в Хорватії 2005
Президентські вибори в Хорватії 2005 — чергові президентські вибори у Хорватії, що відбулися в два тури 2 січня і 16 січня 2005 року. Перемогу на них отримав чинний Президент Хорватії, якого було переобрано на другий президентський термін.
У виборах взяло участь 13 кандидатів, проте основними кандидатами були чинний президент Степан Месич та колишня радіожурналістка Ядранка Косор, яка займала пост віцепрем'єр-міністра в уряді, сформованого Хорватською демократичною співдружністю. Обидва основні кандидати заявляли, що підтримують прозахідний курс Хорватії та вступ до НАТО і ЄС.. Згідно із соціологічними опитуваннями, Месич міг отримати близько 50 % голосів виборців і стати президентом вже у першому турі. Ядранку Косор підтримувало близько 20 % виборців.

## Результати виборів
Остаточні результати хорватських президентських виборів 2 і 16 січня 2005 
| Кандидати та партії, що їх висунули                                                  | Голосів   | %     | Голосів   | %     |
| ------------------------------------------------------------------------------------ | --------- | ----- | --------- | ----- |
| Степан Месич — Хорватська народна партія та інші                                     | 1 089 398 | 48,92 | 1 454 451 | 65,93 |
| Ядранка Косор — Хорватська демократична співдружність                                | 452 218   | 20,31 | 751 692   | 34,07 |
| Борис Мікшич                                                                         | 396 093   | 17,78 | -         | -     |
| Джурджа Адлешич — Хорватська соціал-ліберальна партія                                | 59 795    | 2,68  | -         | -     |
| Славен Летиця — Хорватська партія права                                              | 57 748    | 2,59  | -         | -     |
| Любо Чесич                                                                           | 41 216    | 1,85  | -         | -     |
| Івич Пашалич — Хорватський блок — Рух за сучасну Хорватію                            | 40 637    | 1,82  | -         | -     |
| Анто Ковачевич — Хорватський християнсько-демократичний союз                         | 19 145    | 0,86  | -         | -     |
| Мирослав Блажевич                                                                    | 17 847    | 0,80  | -         | -     |
| Мирослав Райх —Хорватська молодіжна партія                                           | 14 766    | 0,66  | -         | -     |
| Дорис Кошта                                                                          | 8 721     | 0,37  | -         | -     |
| Младен Кешер                                                                         | 7 056     | 0,32  | -         | -     |
| Томіслав Петрак — Хорватська народна партія                                          | 2 614     | 0,12  | -         | -     |
| Всього (явка 50,57 %)                                                                | 2 227 073 | 100,0 | 2 241 760 | 100,0 |
| Недійсних голосів                                                                    | 20 269    |       | 35 617    |       |
| Зареєстрованих виборців                                                              | 4,403,933 |       | 4,392,220 |       |
| Джерело: Державна виборча комісія (Državno izborno povjerenstvo) Офіційні результати |           |       |           |       |